# 外西凡尼亞薩克森人

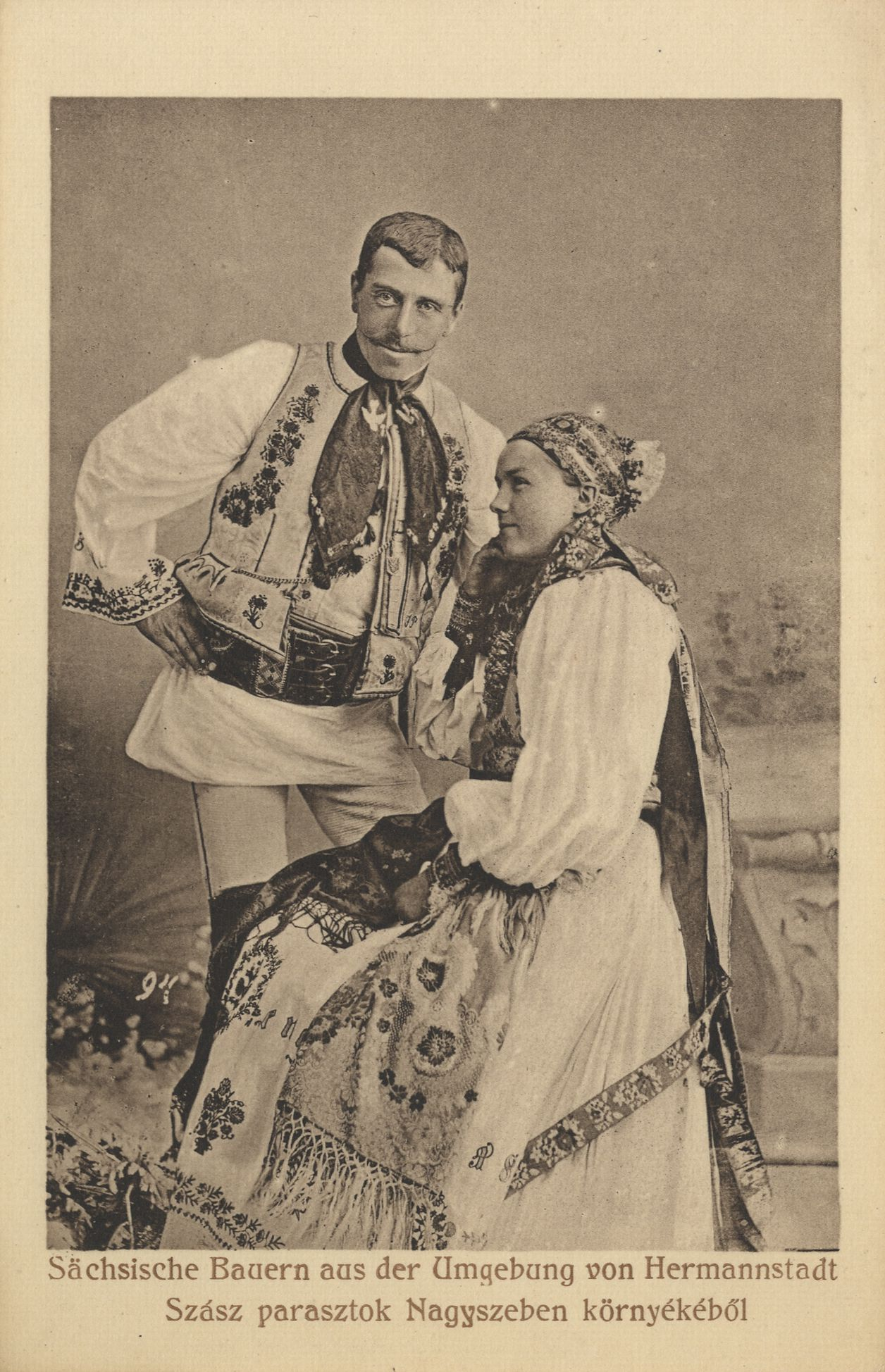
穿著民族服裝的外西凡尼亞薩克森男女，20世紀初。

外西凡尼亞薩克森人（德語：Siebenbürger Sachsen）是12世紀以降移居外西凡尼亞的德意志人。

## 概要

1918年當時的外西凡尼亞地圖。灰色部分是外西凡尼亞薩克森人的定居地

德意志人殖民外西凡尼亞始於匈牙利王蓋薩二世（1141年-1162年）。德意志移住者的主要任務是防衛匈牙利王國東南部的國境地帶，殖民持續到13世紀末。雖然殖民者大多是神聖羅馬帝國西部的出身者，多說法兰克语方言（通行於阿亨、科隆、特里爾周邊），但是薩克森出身的德意志人在匈牙利擔任大臣職、法官職，所以這些殖民者被統稱為“薩克森人”。
外西凡尼亞薩克森人大半在第二次世界大戰後移居德國，目前在匈牙利、羅馬尼亞已成為少數民族。

## 19世紀到20世紀的人口
- 1880年：211,748人
- 1890年：217,640人
- 1900年：233,019人
- 1910年：234,085人
- 1930年：745,421人
- 1956年：384,708人
- 1977年：359,109人
- 1992年：119,462人
- 2002年：60,088人

## 關連項目
- 德意志人

## 外部連結
- Map and list of Transylvanian Saxon villages（页面存档备份，存于）
- The History of Transylvania and the Transylvania Saxons by Dr. Konrad Gündisch
- Transylvanian Saxon surnames（页面存档备份，存于）
- Transylvanian placenames in different languages （德文）
- General site on the Transylvanian Saxons（页面存档备份，存于） （德文）
- General forum for the Transylvanian Saxons（页面存档备份，存于） （德文）
- Alliance of Transylvanian Saxons